# 문용민 (배우)
문용민(1958년 5월 3일 ~ )은 대한민국의 배우이다.

## 생애
1980년 연극 배우로 첫 데뷔하였고 이듬해 1981년 뮤지컬 배우 데뷔하였으며 1년 후 1983년 MBC 문화방송 공채 탤런트 16기로 정식 데뷔하였다. 최근 자신이 연출한 종편 프로그램에 출연했던 배우들과 스태프 모두에게 지급할 임금을 체불하고 있다.

## 학력
- 중앙대학교 연극영화학과 학사
- 동국대학교 문화예술대학원 영상예술학과 예술학 석사

## 출연작

### 텔레비전 드라마
- 1983년 MBC 반공드라마 《3840 유격대》
- 1987년 MBC 농촌드라마 《전원일기》 ... 유사장 운전기사 역
- 1989년 MBC 주말연속극 《행복한 여자》 ... 박호섭 역
- 1990년 KBS1 일일연속극 《울 밑에 선 봉선화》
- 1990년 MBC 주말연속극 《몽실언니》
- 1991년 MBC 삼일절 특집드라마 《창 밖에는 태양이 빛났다》
- 1991년 MBC 미니시리즈 《동의보감》
- 1993년 SBS 특별기획드라마 《머나먼 쏭바강》 ... 10중대 1소대 2분대장 유동수 하사 역
- 1994년 MBC 월화드라마 《아담의 도시》
- 1994년 SBS 아침연속극 《그대의 창》
- 1995년 MBC 베스트극장 《달수의 재판》
- 1996년 SBS 대하드라마 《임꺽정》 ... 곽오주 역
- 1999년 MBC 수목드라마 《우리가 정말 사랑했을까》 ... 양장고 역
- 2000년 SBS 수목드라마 《경찰특공대》 ...  조덕팔 역
- 2002년 MBC 특집드라마 《가리봉 엘레지》 ... 위장남편 역
- 2003년 MBC 주말연속극 《죽도록 사랑해》 ... 홍강돈 역
- 2003년 SBS 대하드라마 《왕의 여자》
- 2004년 MBC 대하드라마 《영웅시대》
- 2008년 MBC 특집드라마 《쑥부쟁이》
- 2011년 SBS 주말극장 《내일이 오면》
- 2013년 MBC 주말연속극 《사랑해서 남주나》 ... 송호섭의 친구 역

### 연극
- 1993년 《이괄과 흥안군》 ... 흥안군 이제 역(주인공)
- 1994년 《세종대왕》 ... 최만리 역(조연)
- 1995년 《깃발 없는 기수》 ... 이철 역(주연)

### 영화
- 1991년 《변신전사 트랜스 토디》

### 뮤지컬
- 1996년 《아가씨와 건달들》
- 2002년 《홍가와라》

### 라디오 프로그램
- 2015년 EBS 《EBS 책 읽는 라디오 낭독 시리즈》